# Шилов, Иван Никитович
Иван Никитович Шилов (18 [30] апреля 1887, Тубосская Горка, Тверской округ — 1942, ГУЛАГ) — пресвитер, сопредседатель Всероссийского союза баптистов, председатель Северного союза баптистов. В связи со своими религиозными убеждениями неоднократно подвергался репрессиям как со стороны царского правительства, так и со стороны Советской власти.

## Биография
В возрасте 25 лет, проходя службу на флоте, пережил обращение к Богу. По возвращении в Петербург стал посещать богослужения баптистской общины в «Доме Евангелия». Пресвитером этой общины был Вильгельм Андреевич Фетлер, который и стал духовным наставником Ивана Шилова.
В 1914 году по окончании службы Иван женился на сестре по вере Ольге Михайловне.
В 1917 году Шилов был мобилизован и повторно направлен служить на флот, однако отказался от службы вследствие пацифистских убеждений. Шилова приговорили к расстрелу, но приговор так и не был приведен в исполнение. В результате революции Иван Шилов был освобожден.

## Пресвитер «Дома Евангелия»
К этому времени Вильгельм Фетлер был выслан из страны, сменивший его на посту пресвитера С. Хохлов также вскоре был вынужден выехать из Петербурга. Община «Дома Евангелия» избрала себе двух пресвитеров — Ивана Никитовича Шилова и Алексея Петровича Петрова. Они несли служение совместно.
Когда военные власти Петрограда попытались запретить посещение военнослужащими богослужений баптистов, Шилов обратился с письмом к В. И. Ленину, который отменил данное распоряжение и сообщил об этом Шилову (письмо Ленина было опубликовано в журнале «Баптист»).
В 1919 году Иван Никитович был привлечен к работе Союза баптистов и в 1920 году он председательствовал на съезде баптистов в Москве.

## Председатель Северного союза
В марте 1922 года в Петрограде по решению съезда церквей северо-западных регионов России был учрежден Северный союз баптистов, который возглавил И. Н. Шилов.
В 1923 году он в составе русской делегации участвовал во Всемирном Конгрессе баптистов в Стокгольме. Здесь он встретился с Вильгельмом Фетлером и передал ему собранные верующими средства на строительство молитвенного дома в Риге.
Вскоре по возвращении в Петроград Шилов был арестован — прямо во время 25-го Всесоюзного съезда баптистов. Причиной стали пацифистские убеждения Шилова и его противодействие готовящейся «милитаристской» резолюции съезда, которую пыталась «продавить» Антирелигиозная комиссия. Шилов был выслан на 4 года в Туруханский край (ныне северная часть Красноярского края). Вскоре к нему в ссылку приехала жена вместе с четырьмя детьми.
В Ленинград И. Н. Шилов вернулся в январе 1926 года. Он вновь приступил к работе в общине «Дома Евангелия».
Поскольку в 1923 году 25-й Всесоюзный съезд баптистов так и не принял нужную Антирелигиозной комиссии однозначно отрицательную резолюцию в отношении пацифизма, этот вопрос был вновь поставлен на повестку следующего 26-го Всесоюзного съезда, который проходил в декабре 1926 года. Шилов, Петров и ряд других пацифистских настроенных служителей на время съезда были арестованы, а по его окончании — выпущены. На этот раз властям удалось «продавить» нужную резолюцию по пацифистскому вопросу.
Однако в июне 1927 года прошёл съезд Северного союза баптистов, на котором также обсуждался пацифистский вопрос. Вопреки воле властей съезд принял резолюцию «предоставить право каждому члену наших общин самому решать вопрос о военной службе, согласно личным убеждениям». В результате 7 июля 1927 года Шилов, Петров и ещё трое членов правления Северного союза были арестованы. Каждого приговорили к трем годам концлагерей.

## Последние годы

Последний съезд Северного союза баптистов 1-5 июня 1927 года. И. Н. Шилов во втором ряду, пятый слева

В апреле 1930 года, отбыв срок в Соловецком лагере особого назначения, Иван Никитович вернулся домой, но вскоре был вновь арестован и выслан на три года в Сыктывкар. Отсюда он вернулся в 1934 году. Он отправил семью в Вышний Волочёк, а сам остался в Ленинграде, хотя и не имел уже возможности нести пресвитерское служение. В Вышнем Волочке была арестована и осуждена на пять лет жена Ивана Никитовича — Ольга Михайловна. Их старшая дочь Вера была арестована в 1936 году и осуждена на три года лагерей.
В 1935 году вновь забрали Ивана Никитовича. Его отправили в Карагандинские лагеря. Здесь Иван Никитович сумел создать группу верующих и летом 1936 года даже совершал крещения. Однако выйти на свободу ему уже не довелось. В 1942 году, отбывая наказание в лагере в Восточной Сибири на лесоповале, И. Н. Шилов заболел и умер.